# Muzej Ho Ši Minha
Ho Chi Minhov muzej je v Hanoju, v Vietnamu. Zgrajen je bila v 1990-ih in je posvečen pokojnemu vietnamskemu voditelju Ho Chi Minhu in vietnamskemu revolucionarnemu boju proti tujim silam.
Ho Chi Minhov muzej je del kompleksa Ho Chi Minh. Muzej dokumentira življenje Ho Chi Minha z 8 kronološkimi razstavami. Prva, od 1890 do 1910 po njegovem odraščanju, domačem kraju in mladosti. Druga razstava se nanaša na naslednjih deset let njegovega življenja, ko je Ho Chi Minh potoval po svetu in iskal način, kako osvoboditi Vietnam izpod omejitev kolonializma.
Naslednje tri razstave, ki pokrivajo Ho Ši Minhovo življenje od leta 1920 do 1945, prikazujejo, kako je prilagodil vpliv marksizma in leninizma v temeljna načela vietnamske komunistične partije, ter obravnavajo njegovo nenehno prizadevanje za doseganje neodvisnosti Vietnama. 
Eksponati 6–7 pokrivajo Ho Ši Minhovo življenje od leta 1945 do njegove smrti leta 1969. Končna skupina eksponatov se osredotoča predvsem na njegov status narodnega heroja in podrobnosti njegovega političnega življenja.
Muzej je sestavljen iz zbirke artefaktov, miniatur in različnih daril, zbranih na nacionalni in mednarodni ravni. Poleg vietnamščine muzej ponuja tudi opise, napisane v angleščini in francoščini. Na zahtevo so na voljo tudi vodeni ogledi.

## Gradnja in otvoritev
Leta 1970, leto po Ho Ši Minhovi smrti, je bil ustanovljen odbor za pripravo gradnje Ho Ši Minhovega muzeja. Sovjetska vlada je brezplačno pomagala pri gradnji muzeja. Večino pripravljalnega dela, vključno s projekti, oblikovanjem skupin strokovnjakov, je opravila Sovjetska zveza. Skupino projektantov je vodil Harold Isakovich, arhitekt, ki je imel pomembno vlogo pri gradnji Ho Ši Minhovega mavzoleja, spomenika Leninu in Palače kulture prijateljstva med sovjetskimi in vietnamskimi narodi v Hanoju. Pri nastanku muzeja so sodelovali tudi umetniki Vladimir Nadežin, Leonty Ozernikov in M. Khudyakova.
Na dan 95. obletnice Ho Ši Minha so na gradbišče pripeljali prvega od tisočih stebrov in ga zabili v zemljo. Iz Sovjetske zveze so pripeljali na desettisoče ton specialnega jekla. Takrat je bila v ZSSR podpisana prepoved izvoza dragocenih vrst kamna, ki se uporablja v gradbeništvu. Da bi podprli gradnjo muzeja, je bila narejena izjema, ki je omogočila izvoz kamna v Vietnam. Veliko število vietnamskih tovarn in organizacij je poslalo svoje delavce na gradbene potrebe, dobavljale so najboljši cement, opeko, les, samo da bi izpolnili urnik gradnje.
Stavba je bila odprta 19. maja 1990 na dan 100. obletnice Ho Ši Minha.

## Arhitektura
Od daleč je muzej podoben belemu lotosovemu cvetu, ki simbolizira srca Vietnamcev in plemenito življenje Ho Ši Minha in njegove domovine, vasi Sen v provinci Nghe. Višina 20-metrskega muzeja ne presega  Ho Chi Minhovega mavzoleja. Muzej je razdeljen na dva dela: za zgornji del so značilne nagnjene stranice, značilnost orientalske arhitekture. Azijski dekorativni elementi se prepletajo s sodobno geometrijo. Stavba je bila zasnovana kot osmerokotnik s stenami, ki štejejo več kot osem lotosovih listov. Štiri stene ustrezajo kardinalnim smerem in so okrašene s stiliziranim vzorcem. Glavni vhod je pri vzhodnih vratih. Muzej zavzema skupno površino 18.000 m², ima dvorano, ki lahko sprejme 400 ljudi in posebno knjižnico za 100 ljudi. Po tradicionalni vietnamski filozofiji je bilo nebo okroglo in zemlja kvadratna, ta ideja je jasno razvidna iz slavnostne dvorane: njen okrogel strop simbolizira nebo, kvadratna tla, okrašena s podobami vietnamskih rož in rastlin, pa zemljo, kip Ho Ši Minha je tik med nebom in zemljo.